# Italië op het Eurovisiesongfestival 2021
Italië won het Eurovisiesongfestival 2021 in Rotterdam, Nederland. Het was de 46ste deelname van het land aan het Eurovisiesongfestival. De RAI was verantwoordelijk voor de Italiaanse bijdrage voor de editie van 2021.

## Selectieprocedure
Italië gaf net als de voorgaande jaren de winnaar van het Festival van San Remo de mogelijkheid om naar het Eurovisiesongfestival te gaan. Indien de winnaar van het festival afzag van de optie om Italië te vertegenwoordigen, had de RAI de mogelijkheid om zelf een kandidaat te selecteren.
Het Festival van San Remo 2021 liep van 2 tot en met 6 maart 2021. Alle 26 kandidaten in de hoofdcategorie kwamen elke avond aan bod. Tijdens de finale werd een top drie samengesteld door het grote publiek, de persjury, de vakjury en het orkest. Elk van deze groepen verdeelden een kwart van de punten. In de superfinale mochten alle jury's behalve het orkest opnieuw stemmen. 
De superfinale werd uiteindelijk gewonnen door Måneskin met het lied Zitti e buoni. De groep stemde ermee in om Italië te vertegenwoordigen op het Eurovisiesongfestival 2021.

## Festival van San Remo 2021

### Superfinale
| Plaats | Artiest                     | Lied                        | Expertenjury (33%) | Persjury (33%) | Publiek (34%) | Totaal |
| ------ | --------------------------- | --------------------------- | ------------------ | -------------- | ------------- | ------ |
| 1      | Måneskin                    | Zitti e buoni               | 32,97%             | 35,16%         | 53,53%        | 40,68% |
| 2      | Francesca Michielin & Fedez | Chiamami per nome           | 33,13%             | 30,13%         | 28,26%        | 30,49% |
| 3      | Ermal Meta                  | Un milione di cose da dirti | 33,89%             | 34,71%         | 18,21%        | 28,83% |

## In Rotterdam

Italië kreeg vanuit elk land punten van de kijkers.

Als lid van de vijf grote Eurovisielanden mocht Italië automatisch deelnemen aan de grote finale, op zaterdag 22 mei 2021. Måneskin was als 24ste van 26 acts aan de beurt, net na Jeangu Macrooy uit Nederland en gevolgd door Tusse uit Zweden. Italië wist het Eurovisiesongfestival voor de derde keer in de geschiedenis te winnen. Måneskin kreeg in totaal 524 punten, 25 meer dan nummer twee Frankrijk. Het was voor het eerst sedert 1990 dat Italië met de zegepalm aan de haal ging.
1956 · 1957 · 1958 · 1959 · 1960 · 1961 · 1962 · 1963 · 1964 · 1965 · 1966 · 1967 · 1968 · 1969 · 1970 · 1971 · 1972 · 1973 · 1974 · 1975 · 1976 · 1977 · 1978 · 1979 · 1980 · 1981-1982 · 1983 · 1984 · 1985 · 1986 · 1987 · 1988 · 1989 · 1990 · 1991 · 1992 · 1993 · 1994-1996 · 1997 · 1998-2010 · 2011 · 2012 · 2013 · 2014 · 2015 · 2016 · 2017 · 2018 · 2019 · 2020 · 2021 · 2022 · 2023 · 2024 · 2025
Albanië · Australië · Azerbeidzjan · België · Bulgarije · Cyprus · Denemarken · Duitsland · Estland · Finland · Frankrijk · Georgië · Griekenland · Ierland · IJsland · Israël · Italië · Kroatië · Letland · Litouwen · Malta · Moldavië · Nederland · Noord-Macedonië · Noorwegen · Oekraïne · Oostenrijk · Polen · Portugal · Roemenië · Rusland · San Marino · Servië · Slovenië · Spanje · Tsjechië · Verenigd Koninkrijk · Zweden · Zwitserland